# Cervantes (Spagna)
Cervantes è un comune spagnolo di 2 135 abitanti situato nella comunità autonoma della Galizia.